# Quintanilla (Soto y Amío)
Quintanilla es una localidad del municipio leonés de Soto y Amío, en la Comunidad Autónoma de Castilla y León. El pueblo se encuentra al este del municipio, en el valle del arroyo de Bobia. Se accede a la localidad a través de la carretera LE-493 que conecta Soto y Amío, cabecera del municipio con la localidad de Canales-La Magdalena.
La iglesia está dedicada a El Salvador.

## Localidades limítrofes
Confina con las siguientes localidades:
- Al norte, al otro lado del Alto del Canto, con Vega de Caballeros.
- Al este con Canales-La Magdalena.
- Al sur con Formigones y Villapodambre.
- Al oeste con Soto y Amío y Bobia.

## Demografía
Evolución de la población
| Gráfica de evolución demográfica de Quintanilla entre 2000 y 2017  |
|                                                                    |
| Población de derecho (2000-2017) según el padrón municipal del INE |

## Historia
Así se describe a Quintanilla (de Bobia) en el tomo XIII del Diccionario geográfico-estadístico-histórico de España y sus posesiones de Ultramar, obra impulsada por Pascual Madoz a mediados del siglo XIX:

Lugar en la provincia de León, partido judicial de Murias de Paredes, diócesis de Oviedo, audiencia territorial y capitanía general de Valladolid, ayuntamiento de Soto y Amío. Situado entre Canales y Bobia; su clima es frío, pero sano. Tiene 14 casas; iglesia parroquial (San Juan) servida por un cura de ingreso y patronato laical; una ermita (el Cristo de la Vera Cruz) y medianas aguas potables. Confina con Bobia, Canales y Villapodambre. El terreno es de mediana calidad. Hay algún arbolado de roble. Los caminos dirigen a los pueblos limítrofes. Producciones: centeno y pastos; cría ganado lanar y cabrío, y caza de perdices. Población: 8 vecinos, 50 almas. Contribución: con el ayuntamiento.
Diccionario geográfico-estadístico-histórico de España y sus posesiones de Ultramar